# Tích vô hạn
Trong toán học, với một dãy các số phức a1, a2, a3, ... tích vô hạn
{\displaystyle \prod _{n=1}^{\infty }a_{n}=a_{1}a_{2}a_{3}\cdots }
được định nghĩa là giới hạn của tích phép nhân a1a2...an khi n tăng tới dương vô cùng. Tích vô hạn này được coi là hội tụ khi giới hạn trên cũng hội tụ và giá trị của nó khác không. Nếu không hội tụ theo tiêu chuẩn này, tích vô hạn này được coi là phân kỳ. Đôi khi phép giới hạn có kết quả bằng 0 cũng được coi là hội tụ khi chỉ có một số lượng phần tử không nhất định và tích của các phần tử khác không là một kết quả khác không, nhưng trong trường hợp tổng quát người ta không lấy sự hội tụ đặc biệt này. Ngoài ra, nếu tích vô hạn này hội tụ, khi đó giới hạn của dãy số an khi n tăng tới vô cùng phải bằng 1, tuy nhiên điều ngược lại không chắc chắn đúng.
Ví dụ phổ biến nhất của tích vô hạn thường gặp là các công thức đối với số pi, ví dụ như với công thức Viète của François Viète - cũng là công thức sử dụng tích vô hạn đầu tiên của toán học hiện đại và John Wallis với kết quả Wallis:
{\displaystyle {\frac {2}{\pi }}={\frac {\sqrt {2}}{2}}\cdot {\frac {\sqrt {2+{\sqrt {2}}}}{2}}\cdot {\frac {\sqrt {2+{\sqrt {2+{\sqrt {2}}}}}}{2}}\cdot \;\cdots }
{\displaystyle {\frac {\pi }{2}}=\left({\frac {2}{1}}\cdot {\frac {2}{3}}\right)\cdot \left({\frac {4}{3}}\cdot {\frac {4}{5}}\right)\cdot \left({\frac {6}{5}}\cdot {\frac {6}{7}}\right)\cdot \left({\frac {8}{7}}\cdot {\frac {8}{9}}\right)\cdot \;\cdots =\prod _{n=1}^{\infty }\left({\frac {4n^{2}}{4n^{2}-1}}\right).}

## Tiêu chuẩn hội tụ
Tích vô hạn của các số thực dương
{\displaystyle \prod _{n=1}^{\infty }a_{n}}
hội tụ tới một giới hạn là một số thực khác không khi và chỉ khi tổng
{\displaystyle \sum _{n=1}^{\infty }\log(a_{n})}
cũng hội tụ. Tiêu chuẩn này cho phép việc đánh giá sự hội tụ của một chuỗi vô hạn trở thành việc xét sự hội tụ của một tích vô hạn. Tiêu chí hội tụ này cũng có thể được sử dụng để đánh giá cho tích vô hạn của các số phức trong trường mà phép lấy logarit là phép logarit phức mà vẫn thỏa mãn ln(1) = 0.
Với tích vô hạn mà ở đó mọi số hạng {\displaystyle a_{n}\geq 1}, mà ở đó viết {\displaystyle a_{n}=1+p_{n}} với {\displaystyle p_{n}\geq 0}, bất đẳng thức
{\displaystyle 1+\sum _{n=1}^{N}p_{n}\leq \prod _{n=1}^{N}\left(1+p_{n}\right)\leq \exp \left(\sum _{n=1}^{N}p_{n}\right)}
chỉ ra rằng tích vô hạn này hội tụ nếu như chuỗi vô hạn của pn cũng hội tụ, và đây được gọi là định lý hội tụ đơn điệu. Sự hội tụ này có thể được chứng minh bằng việc để {\displaystyle p_{n}\to 0}, khi đó
{\displaystyle \lim _{n\to \infty }{\frac {\log(1+p_{n})}{p_{n}}}=\lim _{x\to 0}{\frac {\log(1+x)}{x}}=1,}
,sau đó sử dụng phép thử hội tụ để chứng minh rằng
{\displaystyle \sum _{n=1}^{\infty }\log(1+p_{n})\quad {\text{and}}\quad \sum _{n=1}^{\infty }p_{n},}
hoặc cùng hội tụ, hoặc cùng phân kỳ. 
Chứng minh tương tự cũng có thể được đưa ra với việc đặt {\displaystyle a_{n}=1-q_{n}} với {\displaystyle 0\leq q_{n}<1}, để dãy {\textstyle \prod _{n=1}^{\infty }(1-q_{n})} hội tụ tới một giới hạn khác không cũng khi và chỉ khi {\textstyle \sum _{n=1}^{\infty }q_{n}} hội tụ.
Nếu như chuỗi {\textstyle \sum _{n=1}^{\infty }\log(a_{n})} phân kỳ tới {\displaystyle -\infty }, theo đó tích vô hạn của an hội tụ tới không, và khi đó ta nói tích vô hạn này phân kỳ tới không.
Trong trường hợp dấu của {\displaystyle p_{n}} không xác định cụ thể, sự hội tụ của chuỗi {\textstyle \sum _{n=1}^{\infty }p_{n}} không đảm bảo việc tích vô hạn {\textstyle \prod _{n=1}^{\infty }(1+p_{n})} cũng hội tụ. Ví dụ, nếu như {\displaystyle p_{n}={\frac {(-1)^{n}}{\sqrt {n}}}}, khi đó {\textstyle \sum _{n=1}^{\infty }p_{n}} hội tụ, nhưng {\textstyle \prod _{n=1}^{\infty }(1+p_{n})} lại phân kỳ tới không. Tuy nhiên, nếu như {\textstyle \sum _{n=1}^{\infty }|p_{n}|} hội tụ, khi đó tích {\textstyle \prod _{n=1}^{\infty }(1+p_{n})} được gọi là hội tụ tuyệt đối - mà ở đó việc đổi chỗ các nhân tử không làm thay đổi sự hội tụ hay giá trị hội tụ của dãy đó.. Cũng theo đó, chuỗi {\textstyle \sum _{n=1}^{\infty }p_{n}} và tích {\textstyle \prod _{n=1}^{\infty }(1+p_{n})} hoặc cùng hội tụ, hoặc cùng phân kỳ.